# Serras Verdes do Sul de Minas
Serras Verdes do Sul de Minas é um circuito turístico do estado brasileiro de Minas Gerais que reúne vinte municípios do sul do estado: Bom Repouso, Bueno Brandão, Cachoeira de Minas, Camanducaia, Cambuí, Conceição dos Ouros, Congonhal, Consolação, Córrego do Bom Jesus, Estiva, Extrema, Gonçalves, Itapeva, Munhoz, Sapucaí-Mirim, Paraisópolis, Senador Amaral, Senador José Bento, Tocos do Moji e Toledo.

## Cicloturismo
A região atualmente conta com incríveis 4 rotas de ciclismo, onde centenas de pessoas vem disfrutar de suas belezas todos os anos, sendo elas:

### Rota Marrom
A Rota Marrom é uma das rotas de cicloturismo do Circuito Serras Verdes, localizada na região da Mantiqueira Sul Mineira. Ela possui 187 km de extensão e é dividida em 4 etapas, passando por cidades encantadoras como Congonhal, Senador José Bento, Tocos do Moji, Estiva, Consolação, Paraisópolis, Conceição dos Ouros e Cachoeira de Minas.

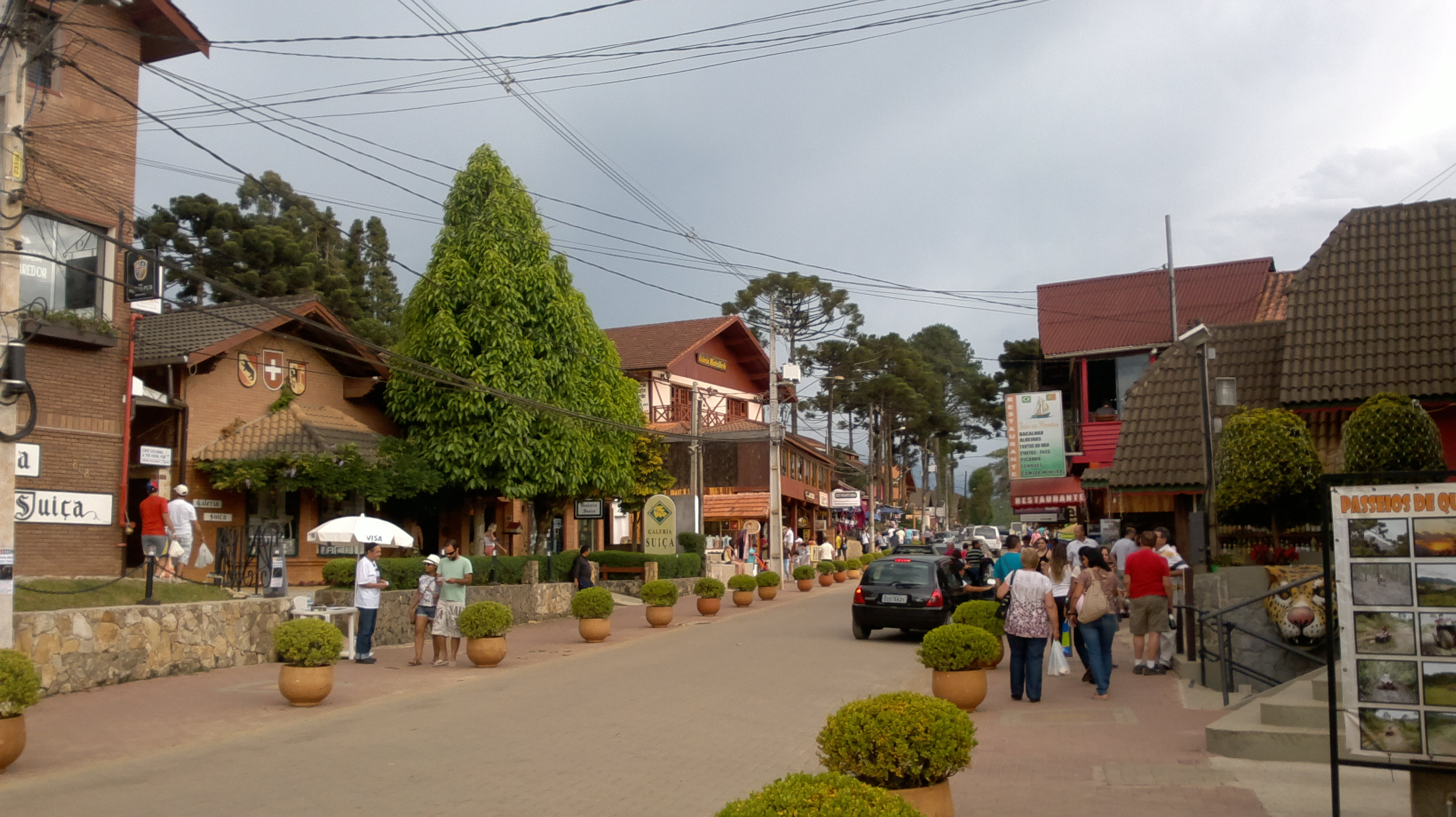
Monte Verde, no município de Camanducaia, é uma das principais atrações turísticas do circuito.

Essa rota é conhecida por suas paisagens deslumbrantes, incluindo serras, vales e áreas rurais. Cada cidade oferece atrações únicas, como mirantes, cachoeiras, igrejas históricas e a hospitalidade típica mineira. Além disso, o percurso apresenta desafios emocionantes, como subidas íngremes, que são recompensadas com vistas incríveis.

### Rota Verde
A Rota Verde é uma jornada de 240 km dividida em 4 etapas. Ela conecta cidades encantadoras como Córrego do Bom Jesus, Gonçalves, Sapucaí-Mirim, Monte Verde(distrito), Extrema e Camanducaia.

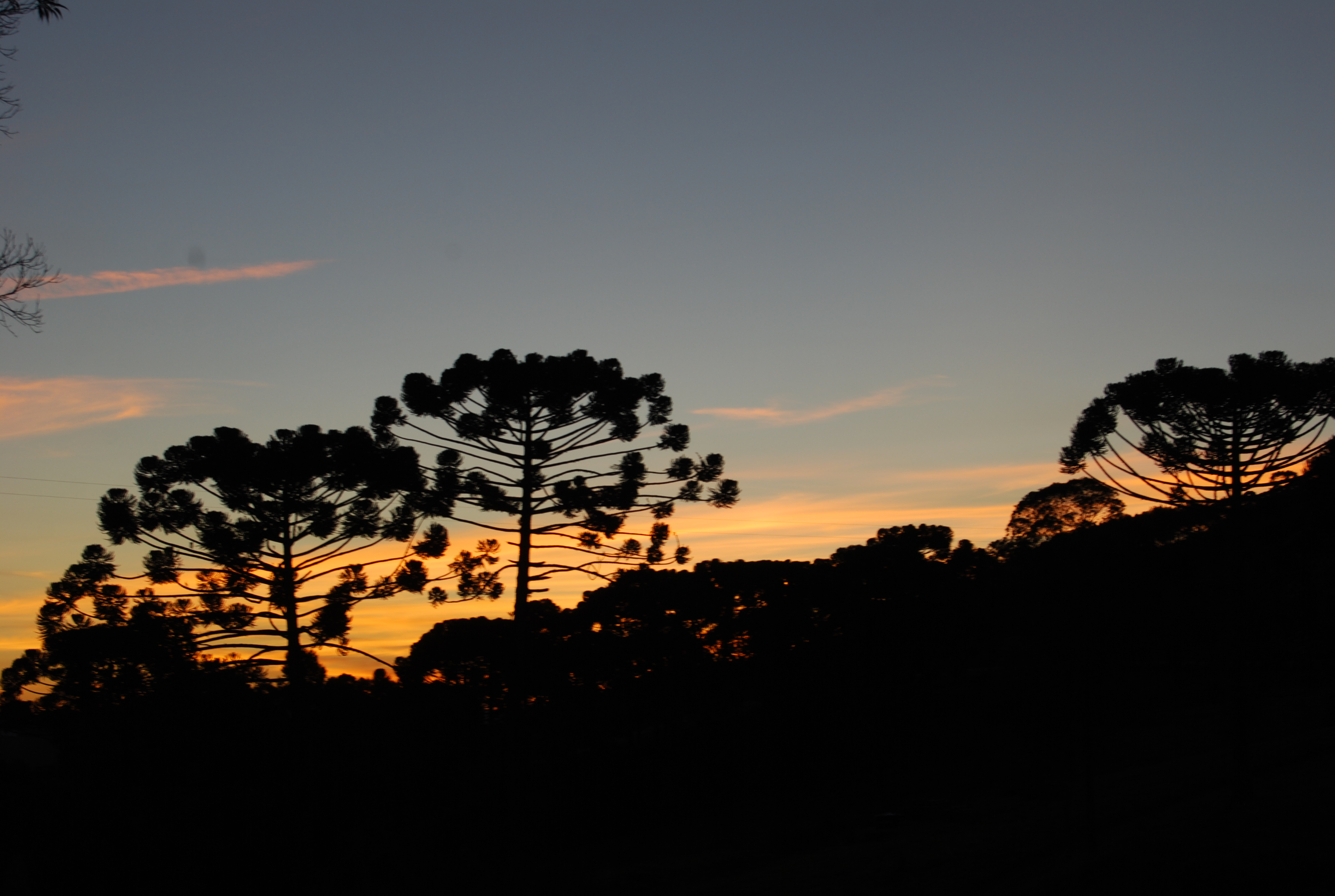
Por do sol em Gonçalves.

Essa rota é conhecida como "O Esplendor das Matas" devido à sua exuberância natural. Ao longo do caminho, você encontrará paisagens deslumbrantes, como florestas densas, montanhas e vales. As cidades oferecem uma mistura de tranquilidade rural e atrações turísticas, como cachoeiras, mirantes e a rica gastronomia mineira.

### Rota Azul
A Rota Azul é uma jornada de 185 km que passa por cidades magníficas como Cambuí, Bom Repouso, Bueno Brandão, Munhoz, Toledo, Itapeva e Senador Amaral.
Essa rota é conhecida como "O Fascínio do Céu" devido às suas paisagens deslumbrantes, que incluem montanhas, cachoeiras e vales. Cada cidade oferece atrações únicas, como mirantes, igrejas históricas e a rica cultura local. Além disso, o percurso apresenta desafios emocionantes, como subidas íngremes e trilhas em meio à natureza exuberante. 

## Transporte
Integram esse circuito as rodovias BR-381, BR-459, MG-173, MG-290 e MG-295. Sendo a distância por volta de 300 km de São Paulo e 400 km até Belo Horizonte.